# Mohammed Djetei
Mohammed Djetei Camara (Yaoundé, 18 agosto 1994) è un calciatore camerunese, difensore del Maccabi Netanya.

## Carriera

### Club
Ha giocato nel campionato camerunese e spagnolo.

### Nazionale
Ha esordito con la maglia della nazionale camerunese nel 2015, venendo convocato per la Coppa d'Africa 2017.

## Palmares

### Nazionale
- Coppa d'Africa: 1

Gabon 2017